# Dionay
Dionay foi uma comuna francesa na região administrativa de Auvérnia-Ródano-Alpes, no departamento de Isère. Estendia-se por uma área de 14,01 km². Em 2010 a comuna tinha 121 habitantes (densidade: 8,6 hab./km²).
Em 31 de dezembro de 2015, passou a formar parte da comuna de Saint-Antoine-l'Abbaye.